# Viaduc de Corgo
Le viaduc de Corgo ou pont de Vila Real est un pont autoroutier qui porte l'autoroute A4 au Portugal. Il est situé dans le district de Vila Real et enjambe le fleuve Corgo. Il est le quatrième plus haut pont d'Europe[réf. nécessaire].   

## Caractéristiques

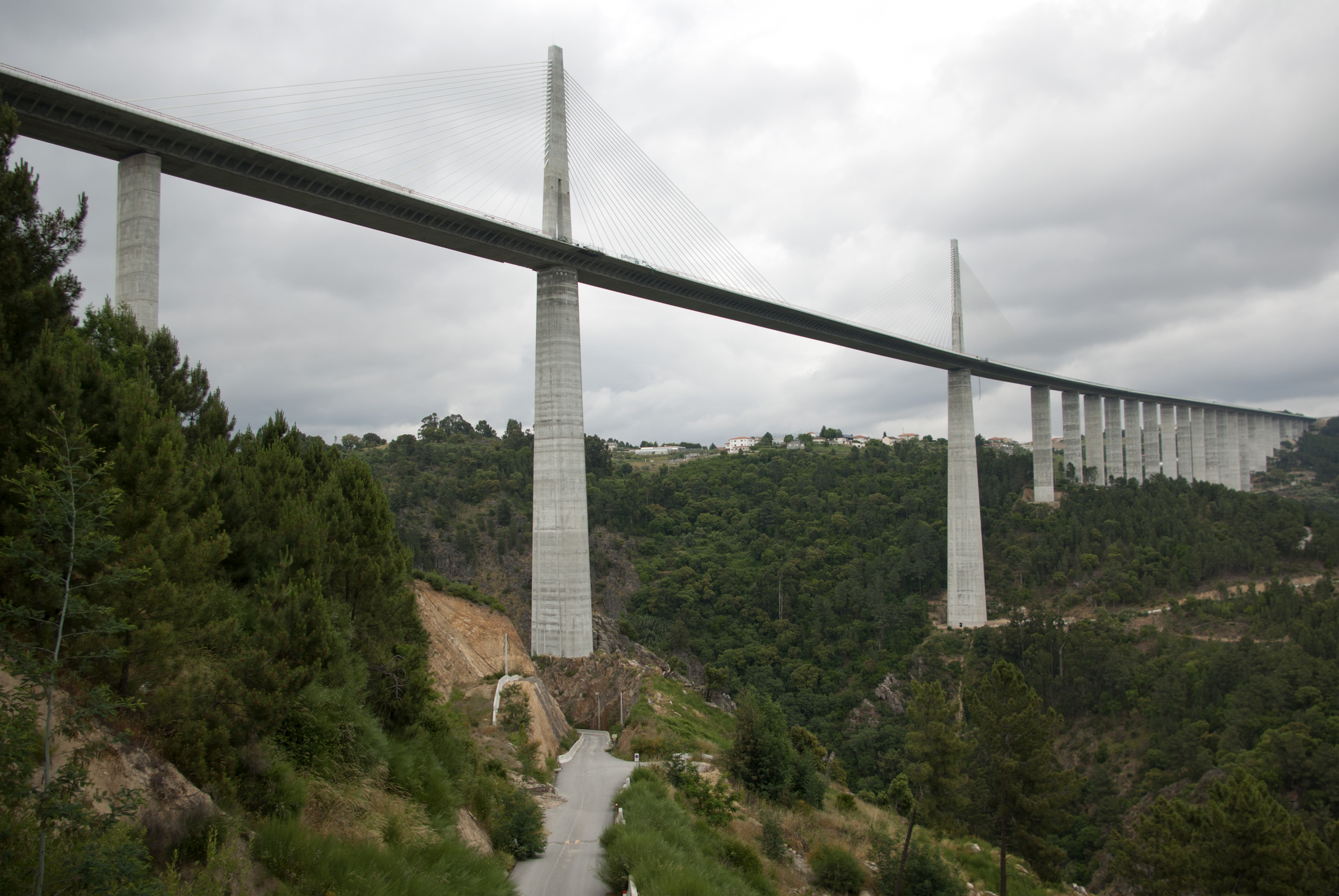
L'ouvrage vue du dessous.

C’est un pont haubané de 555 m de longueur, avec une travée principale sur le fleuve de 300 m de long et 130 mètres de haut, auxquels s’ajoutent les 63 m de haut des pylônes. Aux extrémités se trouvent deux viaducs : un à l’ouest de 965 m et un autre à l’est d’environ 1 280 m, ce qui fait un total de 2,8 km pour l’ensemble de l’ouvrage.
Le viaduc a un total de 41 piliers, dont 6 mesurent plus de 100 m de hauteur (la plus haute mesurant 114 m). Les 2 centraux mesurent 130 m jusqu'au tablier et 63 mètres au-dessus. Sa hauteur libre est de 230 m.